# Droomargument

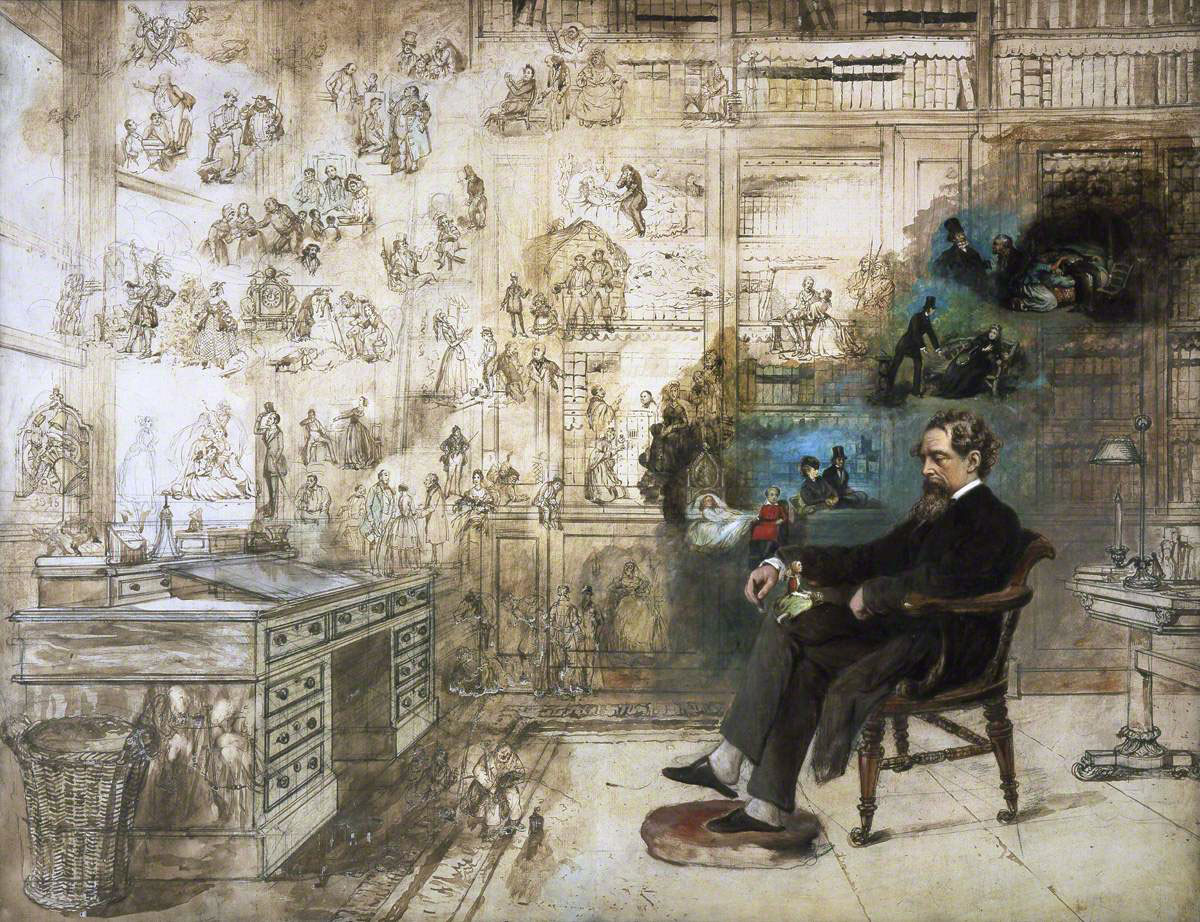
Zouden we ons leven dromen?

Het droomargument is een filosofische stelling die suggereert dat er voldoende overeenkomsten zijn tussen dromen en het wakkere leven, waardoor onze zintuigen ons kunnen misleiden. Dit betekent dat wanneer we dromen, we vaak niet in staat zijn om te onderscheiden dat we niet wakker zijn, maar dromen. En als we tijdens het dromen niet kunnen vaststellen dat we dromen, kunnen we ook niet zeker zijn dat we nu niet dromen. Hierdoor roept het droomargument fundamentele vragen op over hoe betrouwbaar onze zintuigen zijn en of we in staat zijn om werkelijkheid van illusie te onderscheiden.

## Griekse filosofie

### Plato
Plato maakte in de dialoog Theaetetus onderscheid tussen wakkere ervaringen en droomervaringen. Hij stelde dat wanneer iemand zich in een van deze twee toestanden bevindt, hij het grootste vertrouwen heeft in wat hem op dat moment waar lijkt. Omdat er evenveel tijd wordt doorgebracht met dromen als met wakker zijn, is er geen reden om te geloven dat wat in de ene toestand waar lijkt, de waarheid van de andere toestand weerlegt.

### Aristoteles
In Aristoteles' werk Metafysica wordt ervan uitgegaan dat we nu wakker zijn en dat we de echte wereld om ons heen direct ervaren; de wereld waarin we leven, bewegen en bestaan. Omdat we de wereld direct kunnen waarnemen, bestaat hij niet alleen echt, maar komt hij ook grotendeels overeen met hoe wij hem ervaren. Met andere woorden, onze waarnemingen van de wereld zijn over het algemeen betrouwbaar en geven daarom een nauwkeurig beeld van de werkelijkheid. Er is geen serieuze twijfel over het bestaan van de wereld en of hij is zoals wij hem waarnemen, want de antwoorden op zulke vragen zijn vanzelfsprekend. Ze worden niet afgeleid van iets anders dat meer duidelijk of bekend is. In plaats daarvan zouden de vragen die onze interesse wekken en onze nieuwsgierigheid stimuleren niet gaan over het feit of de wereld bestaat, maar over wat de wereld is, hoe hij werkt, waarom hij zo is en wat het doel ervan is. Aristoteles stelt dat alleen dergelijke vragen, op basis van deze veronderstelling, zinvol zijn om te stellen.

## Oosterse filosofie

### Zhuangzi
In de oosterse filosofie wordt het droomargument soms de 'Zhuangzi-paradox' genoemd. In het boek de Zhuangzi wordt geschreven: 

Hij die droomt van het drinken van wijn kan huilen wanneer de ochtend aanbreekt; hij die droomt van huilen kan 's ochtends op jacht gaan. Terwijl hij droomt, weet hij niet dat het een droom is, en in zijn droom kan hij zelfs proberen een droom te interpreteren. Pas nadat hij wakker wordt, weet hij dat het een droom was. En op een dag zal er een groot ontwaken zijn wanneer we beseffen dat dit allemaal een grote droom is. Toch geloven de dwazen dat ze wakker zijn, druk en helder denkend dat ze dingen begrijpen, deze man een heerser noemend, die een herder − hoe dom! Confucius en jij zijn beiden aan het dromen! En wanneer ik zeg dat jij droomt, droom ik ook. Woorden zoals deze zullen het Ultieme Bedrog worden genoemd. Toch, na tienduizend generaties, kan er een grote wijze verschijnen die hun betekenis zal begrijpen, en het zal nog steeds zijn alsof hij met verbazingwekkende snelheid verscheen.

### Vasubandhu
De Yogacara-filosoof Vasubandhu verwees naar het droomargument in zijn Twintig Verzen over Enkel Verschijning (Viṃśatikā-vijñaptimātratāsiddhi). In dit werk wil Vasubandhu aantonen dat mentale voorstellingen kunnen lijken op echte objecten en ervaringen. Om de bezwaren tegen te gaan dat mentale objecten niet beperkt zijn in ruimte en tijd, geeft Vasubandhu het voorbeeld dat objecten in dromen vaak op een specifieke plaats en tijd lijken te bestaan, net zoals in de wakkere realiteit. In een droom kan men van alles zien en doen, maar pas als men wakker wordt, realiseert men zich dat de droomobjecten slechts mentale fabricaties waren, zonder echte ruimtelijke realiteit.
Hij stelt dus dat, net zoals we tijdens dromen niet beseffen dat we dromen totdat we wakker worden, onze waarnemingen van de buitenwereld slechts mentale constructies zijn. Alles zou slechts geest of bewustzijn zijn; er bestaan alleen representaties, mentale creaties, waarvoor geen extern object bestaat.

## René Descartes
Het droomargument is vooral bekend uit René Descartes' Meditaties over de eerste filosofie. In dit boek schrijft Descartes dat een droom vaak enorm lijkt op een dagelijkse situatie. Hij schetst de situatie waarin hij aan het schrijven is, gebogen over het papier, met zijn hoofd dat niet slaapt en ogen die klaarwakker zijn. Maar dan herinnert hij zich dat zijn dromen hem eerder op dezelfde manier hebben misleid. Hierdoor realiseert hij zich dat droomervaringen zo echt kunnen lijken dat hij ze niet van de werkelijkheid kan onderscheiden. Wanneer hij er beter over nadenkt, beseft hij dat hij nooit zeker kan weten of hij wakker is of droomt. Dit brengt hem in een verwarring die hem bijna doet geloven dat hij op dat moment slaapt. Het droomargument brengt Descartes tot radicale twijfel, waaruit hij concludeert dat we nooit zeker weten of we dromen, maar wel zeker weten dat we twijfelen. En aangezien twijfelen een vorm van denken is, en denken een bewijs is van het hebben van een bewustzijn, concludeerde Descartes dat hij bestaat. Zo kwam hij tot de beroemde uitspraak Cogito, ergo sum ('Ik denk, dus ik ben').